# 퍼미안 분지

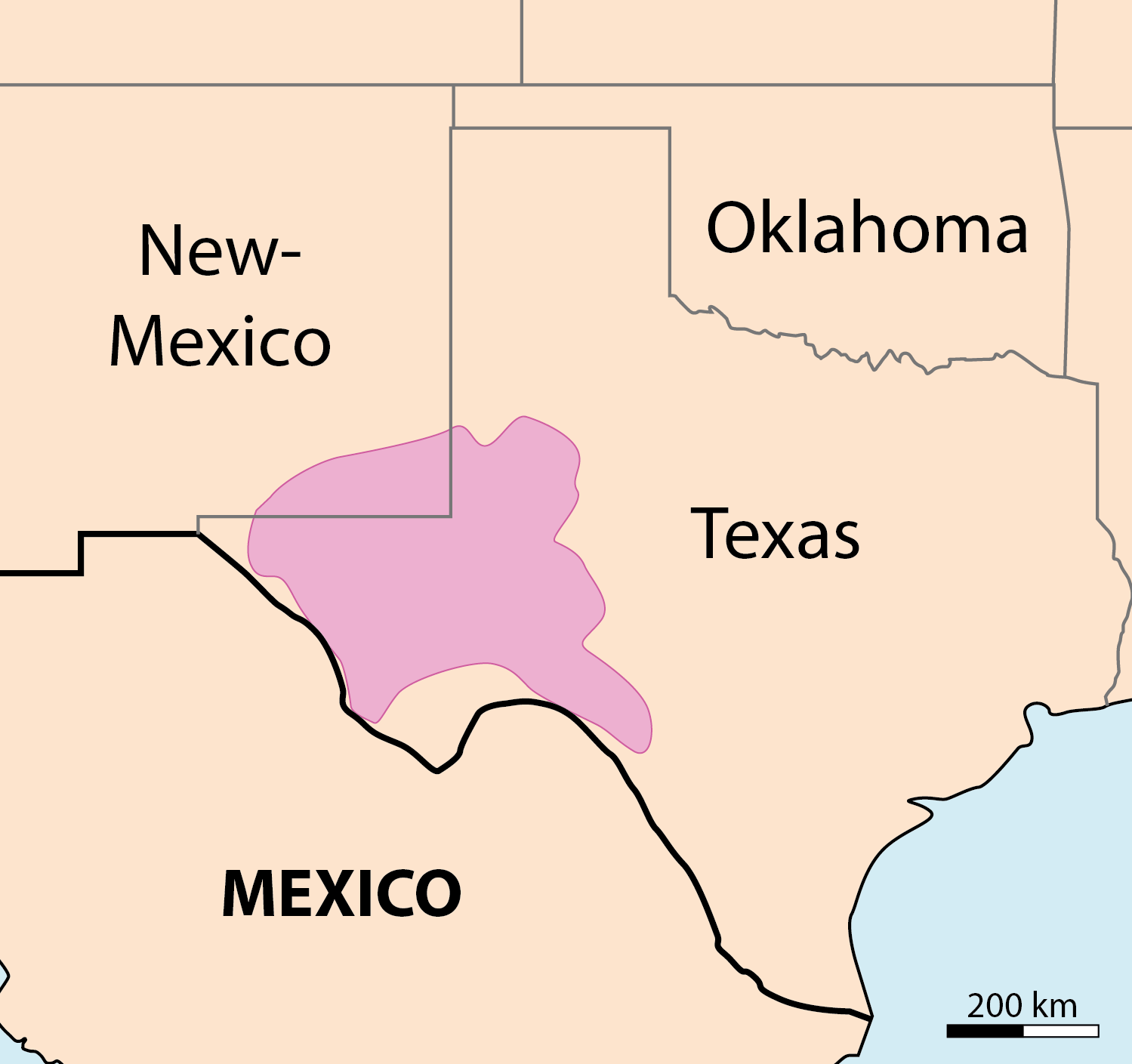

퍼미안 분지(Permian Basin)는 미국 텍사스주의 셰일 오일 생산으로 유명한 지역이다.

## 관련보도
미국 셰일 오일의 중심지인 퍼미안 분지 원유 생산량은 2010년 1월 일일 88만6430만배럴에서 2014년 1월 일일 150만배럴까지 늘었다.
2016년 7월 4일, 미국이 사상 처음으로 사우디아라비아와 러시아를 제치고 세계 최대 원유 매장국이 됐다고 영국 파이낸셜타임스(FT)가 보도했다.
2016년 7월 26일, 에너지 전문 컨설팅사 우드앤 맥킨지는 전세계에서 가장 생산단가가 낮은 사우디아라비아의 원유를 제치고 미국 셰일오일의 생산비가 가장 저렴해질 것이라는 분석을 발표했다. 한국의 조선사들은 막대한 건조비가 들어가는 심해 유전 시추선을 개발해 왔으나, 미국의 매우 값싼 생산비용의 셰일 오일 시추법의 개발로 인해, 생산비용이 막대한 심해 유전 개발은 기대할 수 없게 되었다. 우드앤 맥킨지는 이미 원유를 생산중인 심해 유전들도 경제성이 맞지 않아 생산을 중단할 것이라고 분석했다. 유가가 배럴당 70달러 이상이면 경제성이 있던 심해유전이 최근 40달러에도 경제성이 있게 기술이 발전했다. 그럼에도 불구하고, 미국 셰일 오일 생산비용에 비해서는 너무 비싸다.
2016년 8월 1일, 퍼미안 분지의 셰일오일 생산업체인 파이어니어 내추럴 리소시스가 2분기 실적 발표하면서, 자사의 퍼미안 분지 수평 시추 유전의 생산비용이 배럴당 2.25달러에 불과하다고 밝혔다. 생산비용 2달러는 세계에서 가장 원유 생산비용이 싸다는 사우디아라비아를 넘어서는 수준이다. 이런 엄청난 주장을 두고 논란이 있었다.
2016년 9월 7일, 미국의 유전탐사업체 아파치코퍼레이션이 텍사스주 서부 퍼미안 분지 남서쪽 델라웨어 분지에서 엄청난 규모의 원유가 묻힌 매장지를 발견했다는 소식에, 주가가 7%가량 폭등했다. 30억배럴 상당의 원유와 75조세제곱피트 규모의 천연가스가 묻힌 것으로 추정된다. 30억배럴은 현재 5억배럴을 조금 웃도는 수준인 미국 전체 원유재고의 여섯 배에 달하는 양이다.
아파치는 알파인 하이 유전이라고 이름을 붙였다. 유전이 개발될 경우 최소 80억달러(약 8조7496억원), 최대 800억달러의 시장 가치가 있을 것으로 회사는 추산하고 있다. 관계자는 투자비용의 30%를 수익을 낼 수 있을 것으로 자신하고 있다. 흥미로운 점은 이 회사가 2년 전부터 유전 발견가능성이 희박한 값싼 땅을 사들여 이번 성공을 이뤘다는 것이다.
미국 원유생산은 1970년대가 최대 호황이었다. 당시 하루평균 960만배럴을 생산했고, 이후 산유량이 줄어 1999년에는 하루 590만배럴로 쪼그라들었다. 2017년에는 하루 920만배럴, 2018년에는 970만배럴로 1970년대 산유량 수준을 돌파할 전망이다.
2017년 3월 23일, 모래 가격 상승으로 인해 에너지 업체 이익이 다시 감소할 위험이 높아졌다고 월스트리트저널(WSJ)이 보도했다. 셰일 오일을 생산할 때는, 막대한 양의 모래를 시추공으로 주입한다. 모래는 지하 받침대 역할을 해 기름과 가스가 표면으로 빠져나오게 만든다. 수백만 파운드의 모래가 시추 유정에 투입되면서 모래 가격이 2배로 상승했다.
2017년 6월 6일, 미국 에너지정보국(EIA)은 2018년 미국 원유 생산량이 일일 1000만배럴을 돌파할 것이라는 전망을 내놨다. 사상 최고 수준으로, 이전 최고치는 1970년 일일 960만배럴이었다. 하워드 그루엔스펙 EIA 부국장은 성명서를 통해 "텍사스 주에서의 셰일오일 증산은 원유 생산 증가의 주요한 원인"이라며 "미국 원유 시추공 수는 전년비 2배 넘게 늘었다"고 밝혔다.
원래, 퍼미안 분지의 유전들은 유가가 배럴당 80달려 이상일 경우에 경제성이 있다고 평가되어 왔으나, 미국 원유 시추 업체들이 기술개발에 힘써서 셰일 오일 시추법을 개발에 성공, 현재는 유가가 배럴당 40달러 이하일 경우에도 경제성이 있다고 평가되고 있다.